# Nowy Glinik
Nowy Glinik (do 14 lutego 1968 Glinik Nowy, hist. Glinik Niemiecki) – wieś w Polsce położona w województwie podkarpackim, w powiecie jasielskim, w gminie Tarnowiec.
W latach 1975–1998 miejscowość administracyjnie należała do województwa krośnieńskiego.
Za centrum wsi można uznawać skrzyżowanie dróg z Jasła z drogą prowadzącą do Zarzecza i Łajsc oraz drogą do Glinika Polskiego. Znajduje się tam dwa sklepy spożywcze oraz sala gdzie odbywają się lokalne festyny, zabawy i zebrania. Wieś modernizuje się głównie przez polepszanie lokalnych dróg. Dzięki bliskości z Jasłem, oraz walorom krajobrazu powstaje tu wiele nowych domów. Pola uprawne ułożone są prostopadle do drogi głównej, łącząc się z gospodarstwami, odpowiadając najczęściej ich szerokościom. Średnio jedno gospodarstwo posiada od 2 do 8 ha ziemi uprawnej. Na terenach gospodarstw i między nimi znajdują się zagajniki, kępy drzew i zakrzaczone rowy.

## Części wsi
| SIMC    | Nazwa    | Rodzaj    |
| ------- | -------- | --------- |
| 0361034 | Biedacz  | część wsi |
| 0361040 | Dębczyna | część wsi |
| 0361057 | Góra     | część wsi |
| 0361063 | Magiel   | część wsi |
| 0361070 | Podlas   | część wsi |

## Historia
Wieś początkami sięga XII w. Pierwotnie była to wieś królestwa. W 1277 r. Bolesław Wstydliwy zwolnił Glinik z ciężaru prawa książęcego. W 1336 r. wieś została wydzielona z uposażenia królowej Jadwigi przenosząc Glinik z praw polskich na prawa niemieckie, a własność przypadła Gedkowi z Gedczyc (lokacja na prawie niemieckim 1388).
W XV w. Glinik należał do Pieniążków herbu Odrowąż. W 1581 r. Glinik przeszedł w ręce Lubomirskich.   
Około 1700 r. dwór w Gliniku Nowym był własnością Janockiego, który gospodarował tam aż do rozbiorów. W 1774 r. miejscowość otrzymała nazwę Glinik Niemiecki. Nazwa ta utrzymała się do roku 1918, następnie zmieniono Glinik Górny. Do budowy pierwszej szkoły we wsi przystąpiono w 1930 r, był to budynek drewniany. Szkoła ta przetrwała do 1944 r., kiedy to podczas wojny została prawie doszczętnie zniszczona. Po II wojnie światowej 16 lipca 1948 Gminna Rada Narodowa zmieniła nazwę wsi na Glinik Nowy.

Krzyż przydrożny
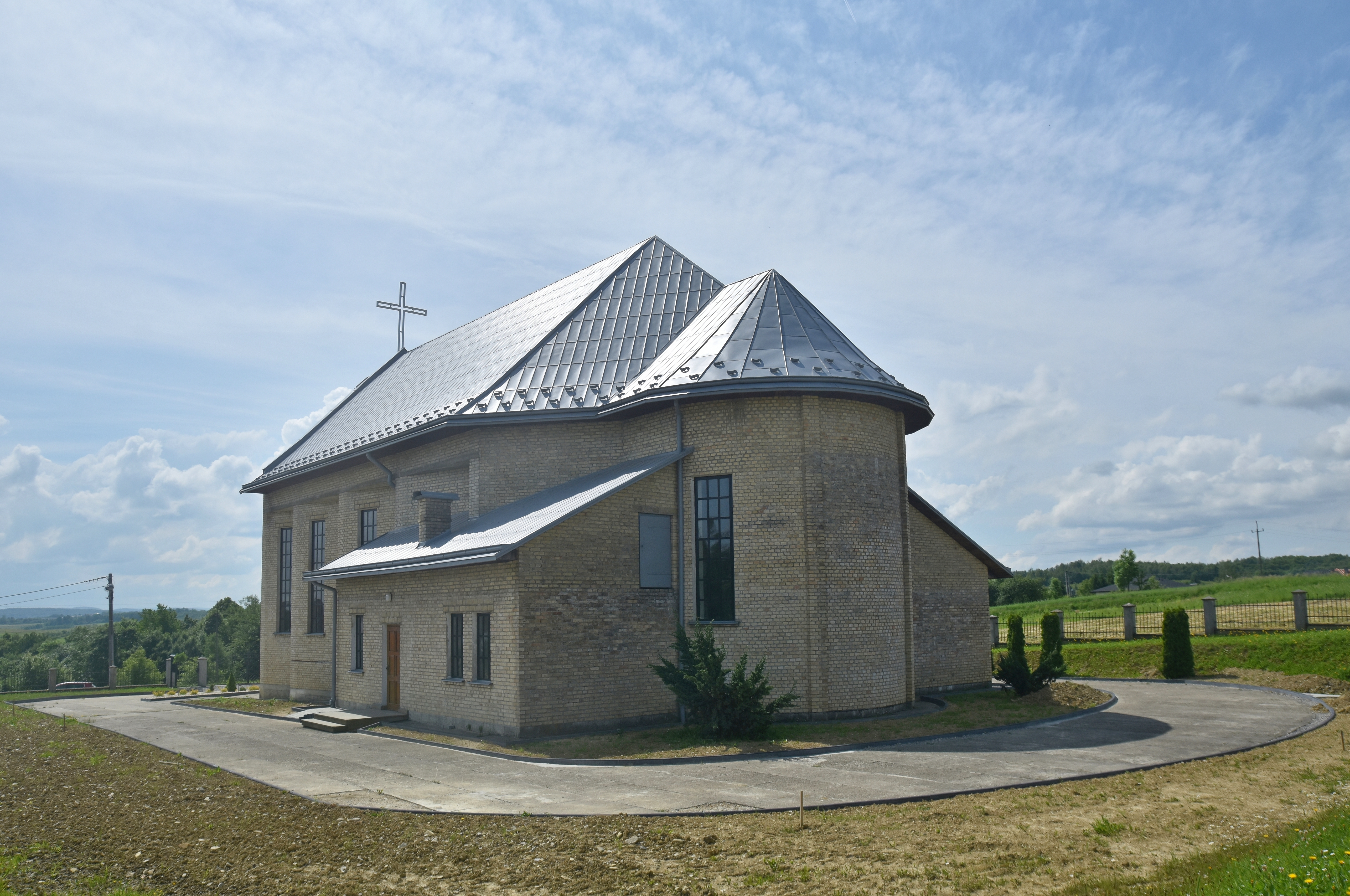
Kościół filialny, elewacja tylna

### Etnografia
Nowy Glinik ma charakter słabo rozwiniętej i chaotycznej widlicy, rozmieszczenie zabudowań jest dość zróżnicowane. 
Przysiółki wsi, w nawiasach historyczne (zob. Głuchoniemcy) nazwy niw w obrębie wsi: Podlas (Rodenbarg), Biedacz (Hirschhau), Łąki (Langanger), Dębczyna (Eichhau), Sajdaki, Zagórze (Barg), Za Górami (Altbarg). Niektóre z występujących nazwisk: Bringel (Bragiel), Fritz (Fryc), Kochmann, Rossmund (Rozmund), Hensel (Henzel), Riesner (Ryzner), Marks (Marek), Boner (Bonar), Kriegel (Grygiel), Tryger, Pelz (Pelc), Hochl (Hocholek), Figulus (Töpfer), Speck (Szpek), Bällenweider (Bärenwalder), Hohmann (Homa), Happ (Hap), Grohmann (Krochmal), Keller/Köhler (Kielar).

### Toponimika nazwy
- 1388 - Glinnick
- 1390 - Lembarg[potrzebny przypis]
- 1402 - Pierwszy raz nazwa Glinik Niemiecki pojawiła się w 1402 r. jako Theutonicalis Glinnick, nazwę tę zawdzięcza Glinik osadnikom przybyłym tu z Saksonii (zob. Głuchoniemcy).[potrzebny przypis]
- 1529 - Glinnik Allamanorum
- 1772 - Niemiecki Glinik
- 1918 - Glinik Niemiecki
- 1939 - Glinik Górny
- 1943 - Lemberg[potrzebny przypis]
- 1946 - Glinik Nowy

obecnie - Nowy Glinik

## Geografia
Ukształtowanie terenu wsi jest typowe dla okolicy podgórskiej, poprzecinany jest potokami, wzdłuż których poprowadzone są wąskie ścieżki.   
Wieś położona jest wzdłuż potoku (dawn. Schwarczer Bek), przepływającego przez przysiółek Podlesie. Najwyższe wzniesienie to Miarkówka (349,9 m n.p.m.) Buczyna (347 m n.p.m.) oraz Magiel (345,3 m n.p.m.). Potok łączy się na terenie Umieszcza z Potokiem Krzywym a ten z  Czarnym Potokiem. Do dziś zachowały się dawne nazwy pól np. Biedacz (niem. Hirschhau), Magiel (niem. Mangelbarg), Rola (niem. Aue), Dzikówka (niem. Wildenhau) czy Chochołówka (niem. Hochlau).   
Bliskość lasów, dostęp do wód powierzchniowych i gruntowych, oraz stosunkowo żyzne gleby sprzyjały osadnictwu na terenach Glinika Nowego. Dodatkowo dość łagodne wzniesienia dają widoki na okolice. Teren wsi jest podmokły, gleba gliniasta. Ta własność gleby znalazła odzwierciedlenie w członie nazwy – Glinik. Drugi człon ma charakter dzierżawczy.   
Najwyżej położone punkty we wsi (w nawiasach nazwy historyczne, nie używane obecnie):
- Magiel (Mangelbarg[potrzebny przypis]) - 350 m n.p.m.,
- Buczyna (Bucholz[potrzebny przypis]) - 347 m n.p.m.,
- Wały (Walbarg[potrzebny przypis]) - 343 m n.p.m.,
- Podlas (Rodenbarg[potrzebny przypis]) - 337 m n.p.m.,
- Szpakówka (Sprebarg[potrzebny przypis]) - 320 m n.p.m.,
- Rola (Aue[potrzebny przypis]) - 309 m n.p.m.,
- Granice (Grenzwiese[potrzebny przypis]) - 307 m n.p.m.,
- Rzeki (Młyn - Fliess[potrzebny przypis]) - 280 m n.p.m.